# Terapija rana negativnim pritiskom
Terapija rane negativnim pritiskom,  (енгл. Vacuum Assisted Closure VAC) jedna je od važnijih inovacija u terapiji zarastanja rane koja sve više postaje integralni deo lečenja dekubitusa i drugih hroničnih rana, u sve većem broju klinika širom sveta. Postupak se zasniva na primeni posebnog uređaju koji stvara negativan pritisak (-125 mmHg) u rani i preko posebnog sistema odvodi sekret iz rane. Negativni pritisak osigurava optimalnu količinu tečnog sadržaja u rani i napetost u tkivu, što popravlja kapilarni protok i poboljšava kapilarnu perfuziju.
U tako stvorenim uslovima, unutar rane osiguravaju se idealni vlažni uslovi za njeno zarastanje i uklanjanje devitalizovanog (odumrla) tkiva i bakterija. Rana i sunđer, u toku postupka, prekrivene su polupropusnom membranom i u celinii sterilno izolovani, pa nema mogućnosti zagađenja rane iz okoline tokom sprovođenja postupka. Time se sprečava sekundarna infekcija i širenje bakterija iz rane u okolinu, maceracije okolne kože (koju uzrokuje sekret iz rane).
Terapija negativnim pritiskom poboljšava perfuziju tkiva (za 30% u rani, a u okolnom tkivu za 15%), dovodi do stvaranja novih kapilara (neoangiogeneza koja se povećana četiri puta), stimuliše stvaranje granulacionog tkiva, smanjuje edem, broj bakterija u rani, odstranjuje višak eksudata (zajedno s zapaljenjskim citokininima, slobodnim radikalima, tkivnim iritatorima, toksinima i ćelijskim detritusom), te dovodi do kontrakcije rane.

## Istorija
Primena negativnog pritiska (vakuuma) u tradiicionalnoj medicini datira hiljadu godina unazad. Prvi put je upotrebljena kao dodatak akupunkturi u kineskoj medicini, u cilju izazivanja hiperemije.
Junod je 1841. godine primenio metodu negativnim pritiskom pomoću zagrejane staklene čaše koja se postavljala na kožu bolesnika u cilju „stimulacije cirkulacije“. Hlađenje vazduha u čaši dovodilo je do nastanka podpritiska u njenoj unutrašnjosti što je za posledicu imalo pojavu lokalne hiperemije.
Primena vakuuma u naujčnoj medicini odavno je poznata, ali se nije koristila u hirurškoj praksi za lečenje rana, sve do pred kraj 20. veka. Naime prvi eksperimentalni radovi u ovoj oblasti započeti su na Univerzitetu Ulm u Ulmu, SR Nemačka, od strane Wagner Fleischmann tokom 1993. godine. On je sa saradnicima primenio terapiju negativnim pritiskom (pomoću bolničkog vakuuma) na ranu prekrivenu sunđerom u cilju njenog čišćenja i bržeg stvaranja granulacionog tkiva.
Gotovo istovremeno, slične eksperimetne sa primenom vakuuma i njegovog uticaja na tkiva počeo je i Morykwas, vršenjem debridmana negativnim pritiskom (енгл. Negative Pressure Wound Therapy – NWPT) u Vinston-Sejlemu, Sevarna Karolina, SAD (енгл. Wake Forest University School of Medicine, Winston-Salem), 1993 godine.
U Sjedinjenim Američkim Državama metoda je poznata pod skraćenim nazivom VAC (енгл. vacuum assisted clousure), a u SR Nemačkoj pod imenom VVS., ili u prevodu „zapečatiti vakuumom“, što možda najbolje objašnjava osnovni princip ove metode.
Tako je skoro iste goodine, na dva mesta u svetu, započeta klasična primena vakuuma u medicini. Uz pomoć raznih vrsta aspiracionih drenova primenjivanih postoperativno, kada se vakuum dovodio u ranu preko gumenog ili PVC creva kroz otvore na njemu dreniran je sekret iz postoperativne rane.

## Princip na kojima se zasniva primena metode
Мetoda lečenja rana naegativnim pritiskom zasniva se na primeni negativnog kontrolisanog subatmosferskog pritiska od -50 mmHg do -200 mmHg, koji izaziva mehanički stres u tkivu i dovodi do stimulacije mitoze i stvaranja novih krvnih sudova.
Efektima makrodeformacije (kontrakcija rane) i mikrodeformacija (na ćelijskom novou), posebno kod rana sa pojačanom eksudacijom i otokom, stimuliše se granulacija tkiva. Takođe terapija negativnim pritiskom smanjuje broj hipoksičnih ćelija, ćelijsku inflamaciju i bakterijsko opterećenje rane.

## Konstrukcija sistema, princip rada i prednosti
Konstrukcija
Sistem se sastoji od obloga (pene) za ranu, drenažne cevi, samolepljive prozirne folije i sistema za spajanje sa vakuumskim aparatom u kome se stvara negativni pritisak. Obloga (pena) postavlja se direktno na ranu i deluje tako što iz nje poput sunđera konstantno izvlači tečnost kako bi stimulisala zarastanje i izlečenje.
Način rada
U praksi danas se primenju dva oblika lečenja:
Intermitentna forma terapije negativnim pritiskom, za stimulaciju granulacije.
Kontinuirana terapije negativnim pritiskom, za rane sa edemom.
Lečenje započinje tako što se prvo obloga postavlja u ranu, a poto spaja preko cevčice na terapijski uređaj (za stvaranje negativnog pritiska) sa rezervoarom za skupljanje eksudata. Prozirna obloga (folija) koja se potom postavlja preko rane, pre svega ima za cilj da potpuno zatvori ranu i time stvori barijeru protiv kontaminacije (zagađenja).
Po aktiviranju vakuum pumpe (koja radi na struju ili baterije), uređaj povlači tečnost iz rane u rezervoar i time vrši njeno fizičko čišćenje. 
Ovakva vrsta terapija danas se koristi širom sveta, kako u bolnicama, tako i u kućnim uslovima.
Tokom praktičnog rada sa ovim uređajem primenjuju se različite vrednosti negativnih pritisaka, što zavisi od:
- opšteg stanja bolesnika,

- indikacija,
- terapijskih ciljeva (koje u terapiji postavlja svaki lekar pojedinačno).

Obloga se obično menja svaki treći dan, ali u nekim slučajevima to može biti i češće.
Postoje i mobilni aparati koji omogućuju pacijentu veći komfor, kretanje i sedenje i boravak kod svoje kuće.
Prednosti
Zbog leke prenosivosti i jednostavne primen ovih aparata, treba naglasiti da se terapija lečenja rana negativnim pritiskom može, nakon započetog lečenja u bolnici, nastaviti u kućnim uslovima. To rezultuje: manjim troškovima bolničkog lečenja, manjom upotrebom lekova protiv bolova i antibiotika i redukuje potrebu za velikim naknadnim hirurškim debridmanima i zahvatima na zatvaranju rane. Preme tome primena ovog sistema koji je zastupljen kod najrazličitijih rana, inficiranih, postoperativnih, hroničnih postoperativnih, kod presađivanja kože, dubokih fistula itd. osnovna svrha je kod svih jednaka, kraći boravak na bolničkom lečenju (što ne samo da smanjuje troškove već i rizik od jatrogenizacije bolesti) i bržeg zarastanja rane. na osnovu neki studija sazbnajemo kako je vreme zarastanja rane za 60% brže i 40% jeftinije u kombinaciji sa primenom metode lečenja rane negativnim pritiskom.

## Kako terapija negativnim pritiskom pomaže u zarastanju rane?
Iako tačni mehanizam delovanja terapija negativnim pritiskom još uvek nisu sa sigurnošću razjašnjeni, matra se da negativni pritisak u rani stvara makro i mikrodeformacije ćelija koje pozitivno utiču na zarastanje rane, dok istovremeno vibracije koje se tom prilikom stvaraju značajno poboljšavaju cirkulaciju u koži.
U načelu, prema podacima iz literature terapija negativnim pritiskom u lečenju rana pomaže tako što:
- Ublažava međućelijski edem, i time povoljno utiče na dekompresiju malih lokalnih krvnih sudova kroz koje se ponovno uspostavlja „zdravija“ cirkulacija.
- Konstantno se vrši uklanjajanje sekreta i bakterija iz rane.
- Stimulativno deluje na rast i razvoj granulacionog tkiva.
- Sama povrsina rane postepeno počinje da se smanjuje, a njene ivice pribižavaju (što olakšava kasniju eventualnu hiruršku obradu rane).

Brojna klinička istraživanja pokazala su da se primenom negativnog pritiska na rani pojačava lokalna cirkulacija krvi, smanjuje naseljavanje bakterijskih kolonija i povećava brzina formiranja granulacionog tkiva i epitelizacije.
Kako bi se postigao maksimalan učinak zarastanja rane, preporučuje se primena ove metode kontinuirano, po mogućstvu, jer u suprotnom vreme zarastanja rane se značajno produžava.

## Koliko traju tretmani?
Vremensko trajanje terapije određuje:
- opšteg stanje bolesnika,
- priroda njegove bolesti,
- veličine i vrsta rane,
- uspešnost i vrsta antibiotske terapije.

U velikom broju slučajeva, do poboljšanja stanja rane dolazi već nakon prve promene obloge, mada je ponekad potrebno i nekoliko previjanja da se uoči bolji kvalitet terapije.
Prosečno lečenje velikih hroničnih rana ovom metodom (uz redovnu primenu obloga) traje 2 do 3 nedelje.

## Spoljašnje veze
- II Kongres za lečenje hroničnih rana, sa medjunarodnim učešćem Архивирано на веб-сајту  (18. април 2016)
- IWGDF Smjernice za korištenje intervencija koje će pomoći zarastanje hroničnih dijabetesnih ulkusa na stopalu

|  | Molimo Vas, obratite pažnju na važno upozorenje u vezi sa temama iz oblasti medicine (zdravlja). |